# Kabewiak Prudnik
WKS Kabewiak Prudnik – polski wojskowy klub piłkarski z siedzibą w Prudniku. Powstały w 1954, rozwiązany w 1966. Klub występował też pod nazwami Gwardia Prudnik, KBW Prudnik i KS Prudnik.

## Historia
Kabewiak Prudnik powstał w 1954. Jego właścicielem był 15 Pułk KBW Ziemi Opolskiej, stacjonujący w Prudniku. W sekcji przeważnie grali żołnierze, którzy mieli wcześniejsze doświadczenie piłkarskie. Lokalnym rywalem Kabewiaka była Pogoń Prudnik. W latach 1959 i 1960 klub zajął drugie miejsce w mistrzostwach KBW.

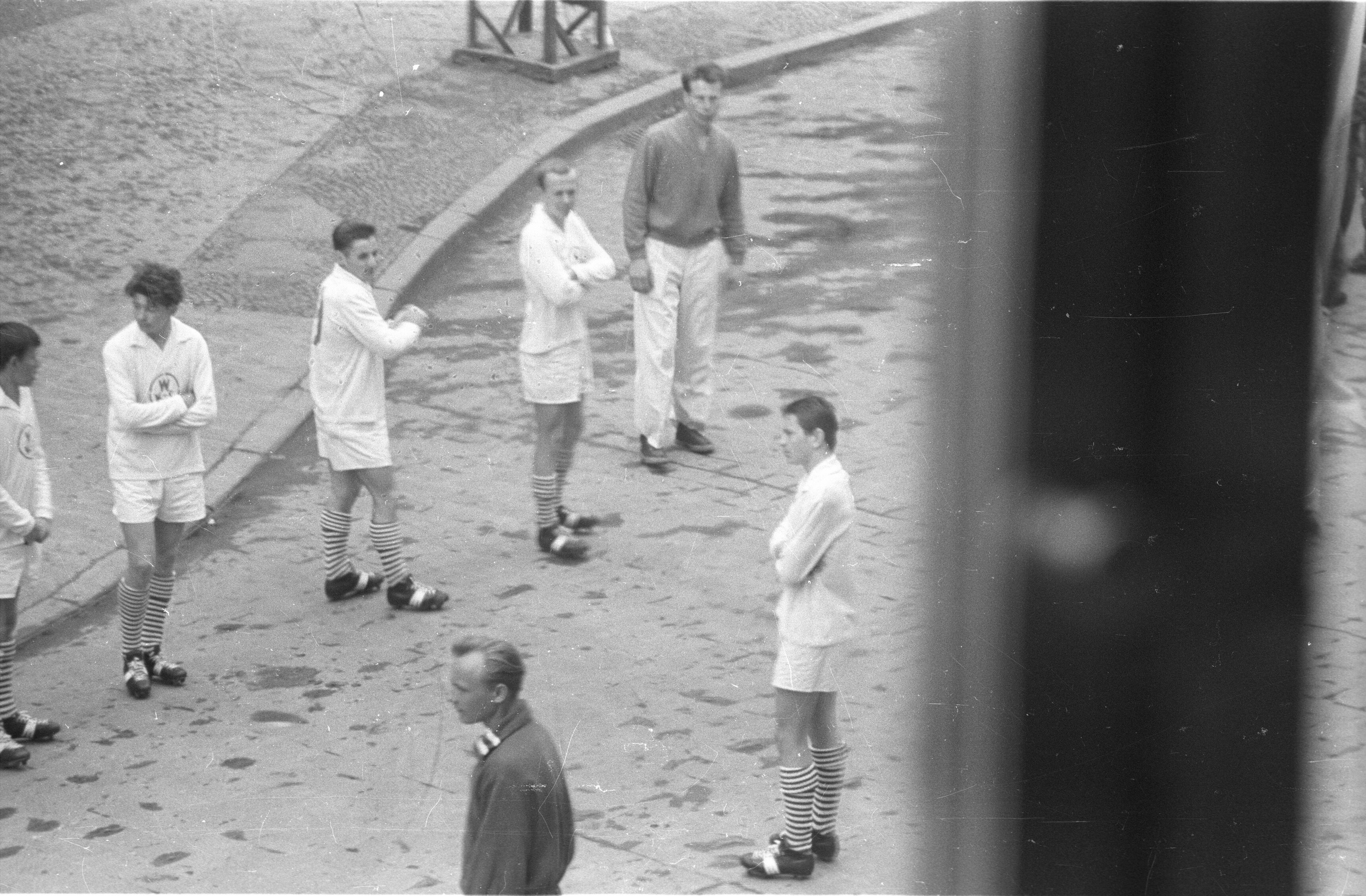
Piłkarze Kabewiaka Prudnik (1962)

Kabewiak z początku nie posiadał własnego stadionu, treningi były prowadzone na placu ćwiczeń, placu apelowym lub hali sportowej w koszarach. W 1959 major Herman Dukler – szef sztabu pułku, przy aktywnym wsparciu dowódcy pułku podpułkownika Kazimierza Baranowskiego, postanowił na terenie koszar wybudować boisko sportowe. Na kierownika budowy wyznaczono szefa saperów pułku – majora Czesława Kujawę. Prace budowlane trwały do lata 1960 roku. Inauguracyjny mecz pomiędzy Kabewiakiem i Pogonią Prudnik zakończył się wygraną gospodarzy.
W 1959 Kabewiak Prudnik zajął I miejsce w II grupie opolskiej Klasy A, dzięki czemu awansował do ligi okręgowej. Na trzecim poziomie ligowym grał przez sześć sezonów. W sezonie 1964/1965 zdobył ostatnie miejsce w grupie i spadł do Klasy A. Decyzją Ministra Obrony Narodowej, w 1966 kluby sportowe działające przy poszczególnych jednostkach zostały rozwiązane. Część zawodników Kabewiaka przeszła do Pogoni Prudnik, a część odeszła do rezerwy.

## Lokaty klubu
| Sezon     | Rozgrywki ligowe | Rozgrywki ligowe    | Rozgrywki ligowe | Źródło |
| Sezon     | Liga             | Liga                | Miejsce          | Źródło |
| --------- | ---------------- | ------------------- | ---------------- | ------ |
| 1954      | V                | Klasa B (gr. III)   | 2/10             | [ 8 ]  |
| 1955      | V                | Klasa B (gr. III)   | 2/9              | [ 9 ]  |
| 1956      | IV               | Klasa A (gr. II)    | 4/12             | [ 1 ]  |
| 1957      | IV               | Klasa A (gr. II)    | 3/12             | [ 10 ] |
| 1958      | IV               | Klasa A (gr. II)    | 10/12            | [ 2 ]  |
| 1959      | IV               | Klasa A (gr. II)    | 1/12             | [ 6 ]  |
| 1960      | III              | III liga (gr. XIII) | 4/12             | [ 11 ] |
| 1960/1961 | III              | III liga (gr. XIII) | 4/14             | [ 12 ] |
| 1961/1962 | III              | III liga (gr. XIII) | 4/14             | [ 13 ] |
| 1962/1963 | III              | III liga (gr. XIII) | 3/13             | [ 14 ] |
| 1963/1964 | III              | III liga (gr. XIII) | 11/14            | [ 15 ] |
| 1964/1965 | III              | III liga (gr. XIII) | 14/14            | [ 16 ] |
| 1965/1966 | IV               | Klasa A (gr. III)   | 2/12             | [ 3 ]  |
| 1966/1967 | IV               | Liga okręgowa       | 18/18            | [ 7 ]  |